# 3473-as busz
A 3473-as jelzésű autóbusz regionális autóbuszjárat, amelyet a Volánbusz Zrt. üzemeltet. A járat munkanapokon közlekedik Eger és Verpelét között Sirokon át.
Útvonalának hossza 32,0 km, a menetidő 43–50 perc.

## Megállóhelyei
| 0  | Eger, autóbusz-állomás végállomás      | 16 | 2, 2A, 4, 5, 5A, 6, 7, 7A, 11, 12, 14, 14E, 16, 112, 3405, 3406, 3410 1049, 1050, 1052, 1341, 1343, 1344, 1346, 1347, 1348, 1349, 1351, 1352, 1354, 1378, 1379, 1380, 1382, 1383, 1426, 1447, 1466, 1468, 1517 3400, 3402, 3403, 3404, 3409, 3411, 3415, 3416, 3417, 3418, 3419, 3420, 3421, 3423, 3424, 3425, 3426, 3430, 3431, 3432, 3433, 3434, 3436, 3440, 3441, 3442, 3443, 3444, 3445, 3446, 3448, 3450, 3454, 3455, 3456, 3457, 3458, 3462, 3469, 3470, 3471, 3472, 3474, 3476, 3479, 3480, 3481, 3482, 3483, 3484, 3604, 3660, 3667, 3672, 4012, 4014, 4015, 4018, 4157 |
| 2  | Eger, Bartakovics út                   | ∫  | 4, 13, 113, 3410 1054, 1347, 1349, 1351, 1352, 1383, 1447 3400, 3402, 3403, 3404, 3409, 3411, 3470, 3471, 3472, 3474, 3476, 3479, 3480, 3481, 3482, 3483, 3484, 4157 |
| ∫  | Eger, Baktai út                        | 15 | 7, 7A 1347, 1349, 1351, 1352, 1354, 1447, 1448 3454, 3470, 3471, 3472, 3474, 3476, 3479, 3480, 3482, 3483, 3484 |
| 3  | Eger, Töviskesvölgy                    | 14 | 1349, 1354 3471, 3472, 3474, 3476, 3479, 3480, 3482, 3483, 3484 |
| 4  | Egerbakta, Tető                        | 13 | 1347, 1349 3470, 3471, 3472, 3474, 3476, 3479, 3480, 3482, 3483, 3484 |
| 5  | Egerbakta, Egri út 14.                 | 12 | 1347, 1349, 1351, 1352 3470, 3471, 3472, 3474, 3476, 3479, 3482, 3483, 3484 |
| 6  | Egerbakta, autóbusz-váróterem          | 11 | 1347, 1349, 1351, 1352, 1354, 1447 3470, 3471, 3472, 3474, 3476, 3479, 3480, 3482, 3483, 3484 |
| 7  | Egerbakta, Rábcavölgyi erdészház       | 10 | 1352 3470, 3471, 3472, 3474, 3476, 3482 |
| 8  | Sirok, Rozsnoki völgy                  | 9  | 3470, 3471, 3472, 3474, 3476, 3482 |
| 9  | Sirok, Széchenyi út 112.               | 8  | 3470, 3471, 3472, 3474, 3476, 3482 |
| 10 | Sirok, Központ [8]                     | 7  | 1046, 1352, 1354, 1447 3456, 3462, 3463, 3470, 3471, 3472, 3474, 3476, 3482, 3490, 3491, 3656 |
| 11 | Sirok, Nyírjesi út (lakótelepi átjáró) | 6  | 1046, 1352, 1447 3470, 3471, 3472, 3474, 3476, 3490, 3491 |
| 12 | Sirok, vasúti megállóhely              | 5  | 3473, 3476, 3490 |
| 13 | Sirok-Kőkútpuszta, liszkói elág.       | 4  | 3462, 3463, 3476, 3490 |
| 14 | Tarnaszentmária, templom               | 3  | 3456, 3462 |
| 15 | Verpelét, Vasút út                     | 2  | 1049 3456, 3458, 3462, 3660, 3683 |
| 16 | Verpelét, Szabadság tér végállomás     | 1  | 1049 3455, 3456, 3457, 3458, 3462, 3660, 3683, 3684 |